# Edla Van Steen
Edla Van Steen (12 tháng 7 năm 1936 – 6 tháng 4 năm 2018) là một nhà báo, diễn viên và nhà văn người Brazil.
Là con gái của một người cha Bỉ và mẹ là người gốc Đức, cô sinh ra ở Florianópolis, Santa Catarina  và được giáo dục tại một trường nội trú Công giáo.

## Nghề nghiệp
Van Steen bắt đầu làm phát thanh viên và sau đó trở thành một nhà báo ở Curitiba. Năm 1958, cô tham gia bộ phim Garganta do Diabo (The Devil's Th họng), giành được một số giải thưởng cho màn trình diễn của cô.
Van Steen đã xuất bản một cuốn truyện ngắn Cio (In Heat) vào năm 1965; về mặt kỹ thuật, đây là tập truyện ngắn thứ hai của cô – một bản thảo trước đó đã bị mất trước khi nó được xuất bản. Cô thành lập phòng trưng bày nghệ thuật Galeria Multipla và làm giám đốc của nó. Cuốn tiểu thuyết Memórias do Medo (Memories of Fear) của Van Steen được xuất bản năm 1974. Năm 1981, nó được chuyển thể cho truyền hình.
Năm 1977, Van Steen xuất bản tập truyện tiếp theo Antes do amanhecer (Trước bình minh). Năm sau, cô tổ chức một tuyển tập O Conto da Mulher Brasileira (Câu chuyện về những người phụ nữ Brazil); cô cũng tổ chức một tuần để vinh danh các nhà văn Brazil, được tài trợ bởi Bộ Văn hóa São Paulo.
Vở kịch O último encontro của Van Steen(Cuộc gặp gỡ cuối cùng) đã nhận được Prêmio Molière và Prêmio Mambembe cho vở kịch hay nhất cũng như một giải thưởng được trao bởi hiệp hội phê bình nghệ thuật São Paulo. Cô đã viết một vở kịch thứ hai Bolo de noze (Nut Cake) vào năm 1990. Cô đã dịch các tác phẩm của các nhà viết kịch như Jean – Claude Brisville, Henrik Ibsen và Manfred Karge cho nhà hát.